# Cumbi-Salé
Cumbi-Salé ou Cumbi Salé (K(o)umbi Saleh ou K(o)umbi-Saleh) é o sítio duma cidade medieval arruinada ao sudeste da Mauritânia que pode ter sido a capital do Império do Gana. Desde o século IX, os autores árabes fazem menção ao Império do Gana em conexão com o comércio transaariano de ouro. Albacri, escrevendo no século XI, descreveu a capital do Gana como consistindo de duas cidades, com seis milhas de distância uma da outra, onde em uma habitavam os mercadores muçulmanos e na outra o rei do Gana.
A descoberta em 1913 duma crônica africana do século XVII que fornece o nome da capital como Cumbi levou os arqueólogos franceses às ruínas de Cumbi-Salé. Escavações no sítio revelaram as ruínas duma grande cidade muçulmanas com casas construídas de pedras e uma mesquita congressional, mas nenhuma inscrição inequivocamente identifica o sítio com a capital do Gana. As ruínas da cidade régia descritas por Albacri não foram encontradas. A datação por radiocarbono sugere que o sítio foi ocupado entre o final do século IX e o XIV.

## Fontes árabes e capital do Império do Gana

Império do Gana em sua maior extensão

## Sítio arqueológico

Rotas transaarianas do Saara Ocidental c. 1000-1500